# Akademická farnost
Akademická farnost je označení pro církevní obec sloužící potřebám zejména vysokoškolských studentů.

## V Česku
I v České republice jsou akademické farnosti. V Praze je to římskokatolická farnost při kostele Nejsvětějšího Salvátora a pro studenty protestantských vyznání kostel sv. Martina ve Zdi. Zároveň zde působí Akademická duchovní správa ČVUT.
Evangelická církev metodistická provozuje v Praze studentský seminář.
V Praze, Brně a dalších městech působí Vysokoškolské katolické hnutí.
V Olomouci působí Římskokatolická akademická farnost Olomouc.
V Plzni je studentská farnost u františkánů.
Církev adventistů sedmého dne pořádá studentské bohoslužby prostřednictvím organizace INRIroad, a to v Brně i v dalších univerzitních městech včetně Slovenska.